# Kahaber Kaladze
Kahaber (Kaha) Kaladze (gruz. კახაბერ (კახა) კალაძე) (Samtredia, 27. veljače 1978.), popularno nazvan Kaha, gruzijski je umirovljeni nogometni reprezentativac. Nastupao je za klubove Dinamo Tbilisi i Dinamo Kijev prije odlaska u talijansku Serie A, u A.C. Milan. S transferom od 16 milijuna eura postao je najskuplji gruzijski igrač u povijesti. U Milanu je igrao defenzivnog veznog ili lijevo krilo prije nego što se premjestio u obranu, na poziciju koju je igrao u prijašnjim klubovima.

## Klupska karijera
Već sa 16 godina počeo je igrati u Dinamu iz Tbilisija, sezone 1993./94. Nakon što je četiri sezone u tom klubu bio standardan, zaradio si je transfer vrijedan 280.000 eura u jači Dinamo, onaj iz Kijeva. Tamo je odigrao 71 utakmicu (63 u prvenstvu) prije preseljenja na zapad, u moćni Milan. Ukupno je Kaladze u Tbilisiju i Kijevu osvojio 8 naslova prvaka i 7 nacionalnih kupova.
U talijanskom klubu selio se po cijeloj obrani i veznom redu dok mu se nije pronašla prava pozicija. U obrani je bio s talijanskim triom Maldini - Costacurta - Nesta. Godine 2003. postao je europski prvak, a sezonu poslije igrao je puno rjeđe zbog učestalih ozljeda. Kad se oporavio, njegovu je poziciju desnog beka zauzeo Maldini, a na Maldinijevo mjesto je stigao Serginho te je Gruzijac ostao na klupi, nastupivši na tek 19 utakmica u ligi i 5 u Ligi prvaka. Sezone 2005./06. ozljede suigrača Jaapa Stama i Maldinija su mu donijele mjesto u prvoj momčadi. Tada se smjestio na mjesto stopera koje najviše voli i najbolje igra, gdje je igrao sjajno, bitno poboljšavši obranu Rossonera. Ugovor s klubom istekao mu je 2010. godine te je preselio u Genou.

## Reprezentacija
U reprezentaciji je gotovo nezamjenjiv. Debitirao je 1996. protiv Cipra kao igrač Dinama iz Tbilisija. Od tada je konstantan te je nastupio 72 puta za Gruziju, a tek 2008. postigao je prvi pogodak. Nakon što mu je u rodnoj zemlji otet brat, zaprijetio je da više neće obući dres svoje države. No 2001. i 2002. proglašen je najboljim gruzijskim igračem te se predomislio. Usprkos velikim problemima u privatnom životu na terenu je uvijek igrao najbolje što je mogao.

## Privatni život
Godine 2001. Kahaberov brat Levan otet je u Gruziji te se za njegovo oslobađanje tražilo 600.000 $, no ti novci nisu isplaćeni otmičarima. Dana 6. svibnja 2005. gruzijska je policija pronašla osam tijela u pokrajini Svanetiji, a tek 21. veljače 2006. potvrđeno je da je jedno od njih tijelo Kakhinog brata.
Godine 2003., nakon što je Kaladze osvojio Ligu prvaka s Milanom, u Gruziji je izdana poštanska marka s njegovim likom.
Sa suprugom Anuki ima sina Levana, nazvanog prema tragično preminulom bratu.

## Nagrade i trofeji

### Klupski trofeji

#### Dinamo Tbilisi
- Gruzijska liga: 1993./94., 1994./95, 1995./96., 1996./97., 1997./98.
- Gruzijski kup: 1994., 1995., 1996., 1997.

#### Dinamo Kijev
- Vyšča Liha: 1998./99., 1999./2000., 2000./01.
- Ukrajinski kup: 1998., 1999., 2000.

#### Milan
- Serie A: 2003./04.
- Coppa Italia: 2002./03.
- Talijanski nogometni superkup: 2004.
- UEFA Liga prvaka: 2003., 2007.
- UEFA Superkup: 2007.
- FIFA Svjetsko klupsko prvenstvo: 2007.

### Osobne nagrade
- Gruzijski igrač godine:  2001., 2002., 2003., 2006.

## Vanjske poveznice
- Profil na službenoj stranici Genoe (tal.)
- Službena stranica